# طراحی متریال

نمونه برخی از المان‌های طراحی متریال

طراحی متریال (موسوم به کاغذ کوانتومی) یک سیستم طراحی توسعه یافته در سال ۲۰۱۴ توسط گوگل است. بر اساس «طراحی کارتی» که در گوگل ناو مورد استفاده قرار می‌گرفت طراحی شده‌است.
گوگل می‌گوید که زبان طراحی جدید آن‌ها بر مبنای کاغذ و جوهر است.
طراحی متریال را می‌توان در سطح API 21 و جدیدتر از طریق کتابخانه appcompat v7 استفاده کرد که تقریباً در تمام دستگاه‌های اندرویدی ساخته شده پس از سال ۲۰۰۹ قابل استفاده است. میتوان طراحی متریال را به عنوان نسخه‌ای ویرایش شده از طراحی تخت در نظر گرفت که تلاش می‌کند با اضافه کردن برخی ویژگی‌های اسکیومورفیسم به طراحی تخت آن را کاربر پسندتر نماید. طراحی متریال بر روی اجزایی مانند سایه ها، لایه‌ها و انیمیشن‌ها تمرکز دارد. طراحی متریال به تدریج توسط گوگل از طریق محصولات موبایلی و وبی آن با توجه به این که تجربه مشابهی در پلتفرم‌ها و محصولات ارائه کند توسعه یافته‌است. گوگل نیز رابط برنامه‌نویسی نرم‌افزار (Api) برای توسعه دهندگان شخص ثالث منتشر کرده‌است تا بتوانند این زبان طراحی را به برنامه‌های خود ببرند.
گوگل طراحی متریال را در ژوئن ۲۵، ۲۰۱۴ در کنفرانس ۲۰۱۴ I/O گوگل معرفی کرد.

## پیاده‌سازی

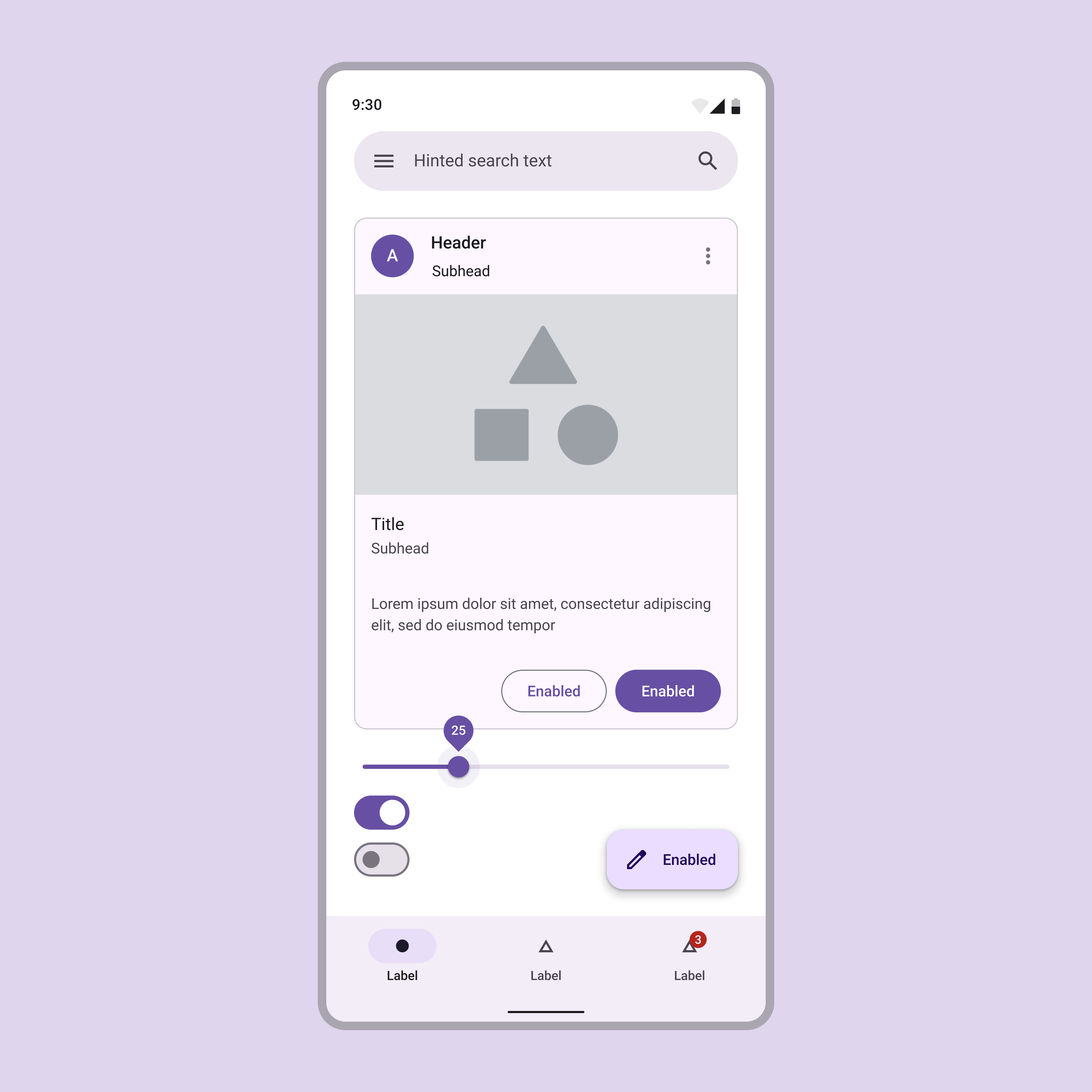
نمونه ای از طرح طراحی متریال

در سال ۲۰۱۵ زبان طراحی جدید به اکثر اپلیکیشن‌های گوگل در اندروید اعمال شد، از جمله جیمیل، یوتیوب، گوگل درایو، گوگل داکس، گوگل شیت، گوگل اسلاید، نقشه گوگل، اینباکس، تمامی اپلیکیشن‌های گوگل پلی و تا حدی هم از کروم و گوگل کیپ.
رابط کاربری نسخه‌های دسکتاپ گوگل درایو، گوگل داکس، گوگل شیت، گوگل اسلاید و اینباکس هم به همین نحو تغییر کردند.
پیاده‌سازی استاندارد طراحی متریال برای رابط کاربری اپلیکیشن‌های وب پلیمر نامیده می‌شود.
رنگ‌ها میتوانند این احساس را به وجود آورند که طراحی قابل اعتماد یا هیجان انگیز یا علمی و … است. گوگل در طراحی متریال یک پالت رنگ گسترده را هم معرفی کرده که میتوانیم به وسیله آن پایه طراحی اپلیکیشن یا سایت خود را ایجاد کنیم.